# シンガポール国立大学コンピューティング学部

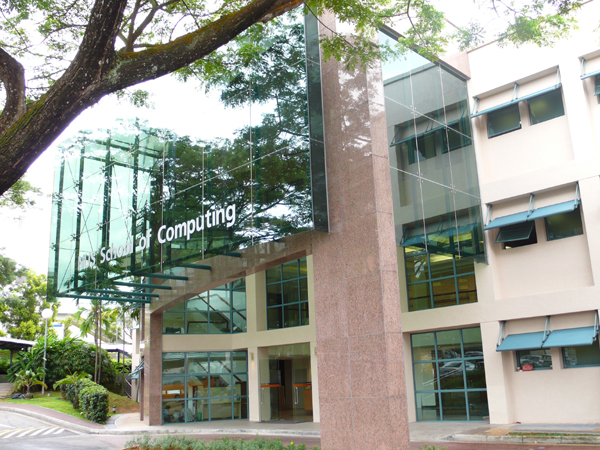
COM1は、学部長室とコンピュータ科学科の事務所。

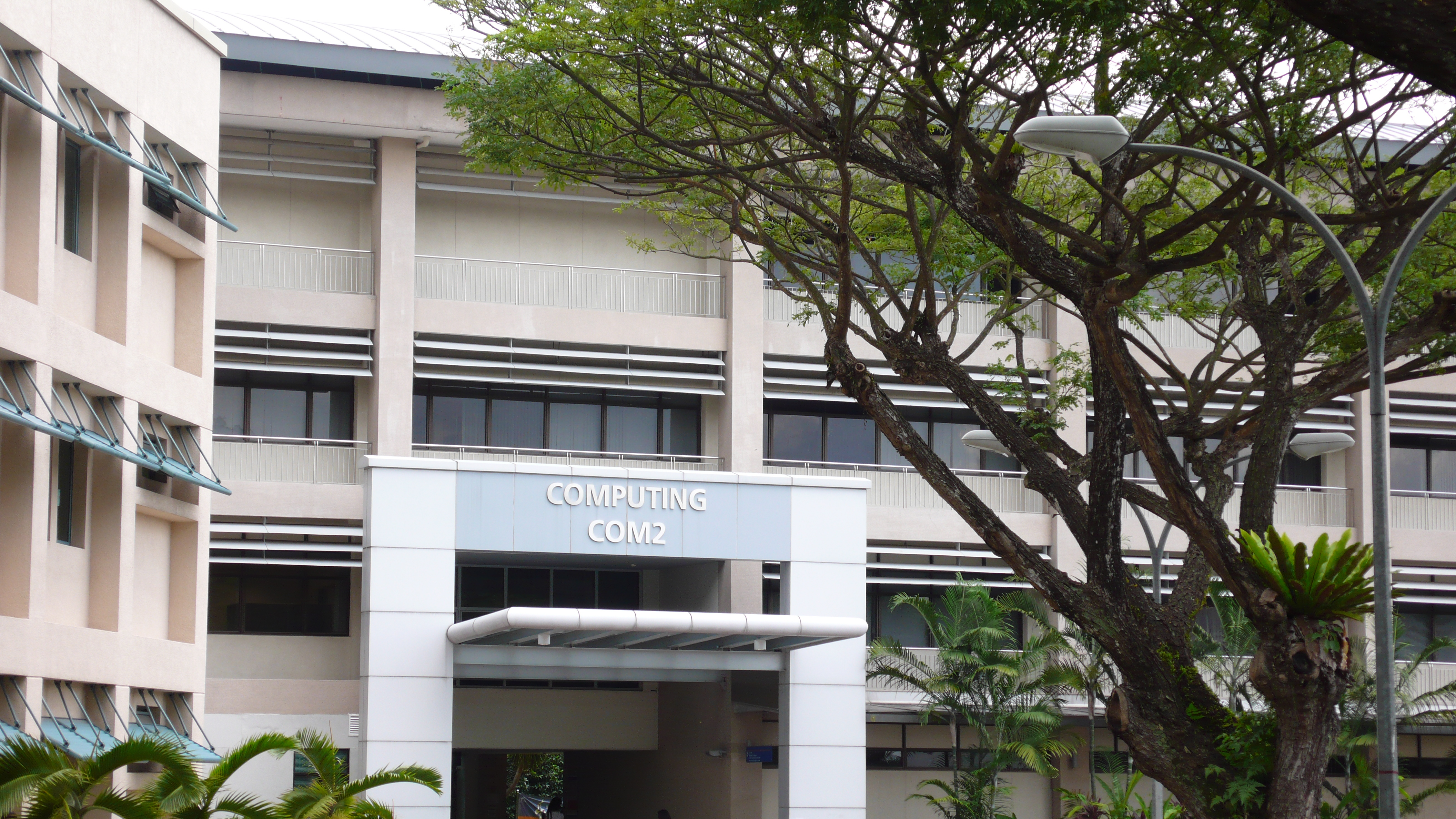
COM2は、情報システム分析学科の事務所。

シンガポール国立大学コンピューティング学部(英語: NUS School of Computing) は 、シンガポール国立大学の一つの学部である。学部には、コンピュータ科学科（Department of Computer Science）と情報システム分析学科（Department of Information Systems and Analytics）がある。学部は1998年に設立され、その前身は1978年の情報システム及びコンピュータ科学科となる。もっと前、シンガポール国立大学ー南洋大学共同キャンパス時代のコンピュータシステム学科に遡ることができる。現在、MOHAN S KANKANHALLI教授が学部長を担当している。

## 世界大学ランキング
シンガポール国立大学コンピューティング学部は常に上位にランクされている。2018年QSコンピュータ科学ランキングでは、トロント大学と同じく世界十位に、2018年THEコンピュータ科学ランキングでは世界十三位にランクされた 。

## 研究分野
コンピュータ科学科と情報システム分析学科の研究分野は以下となる。

### コンピュータ科学科
- 人工知能、計算生物学、データベース管理システム、マルチメディア、システム及びネットワーク、プログラミング言語及びソフトウェア工学、セキュリティ、アルゴリズム理論

### 情報システム分析システム学科
- データ科学及びビジネス分析、経済情報システム、ソーシャルメディア及びデジタルビジネス、医療保健情報システム、情報システムのマネジメント及びイノベーション、サービス経済のデジタルイノベーション